# National Express East Anglia
National Express East Anglia (bis 26. Februar 2008 one) war eine britische Bahnbetriebsgesellschaft, deren Streckennetz sich in nordöstlicher Richtung von London aus entlang einer Hauptachse London – Colchester – Ipswich – Norwich, sowie einer weiteren von London über Cambridge nach Peterborough erstreckte. Der Stansted Express wurde ebenfalls von National Express East Anglia betrieben, aber als eigene Marke geführt.
Die Gesellschaft wurde am 1. April 2004 im Rahmen der Zusammenlegung mehrerer Konzessionen für den Bahnbetrieb im Nordosten Londons gegründet. Sinn dieser Zusammenlegung war es, dass die Londoner Kopfbahnhöfe nur noch von jeweils einer Bahngesellschaft bedient werden, um Kommunikationsschwierigkeiten unter den verschiedenen Betreibern, die häufig zu Verspätungen führten, sowie den Organisationsaufwand zu minimieren.
Zum 5. Februar 2012 wurde der staatliche Verkehrsauftrag Greater Anglia an Abellio Greater Anglia übertragen. Mit Ausnahme der leitenden Angestellten wurden sämtliche Mitarbeiter übernommen (Betriebsübergang). Bereits gekaufte Fahrscheine sowie Fahrpläne behielten ihre Gültigkeit.

## Streckennetz

Streckennetz der Greater Anglia Franchise im Südosten Großbritanniens

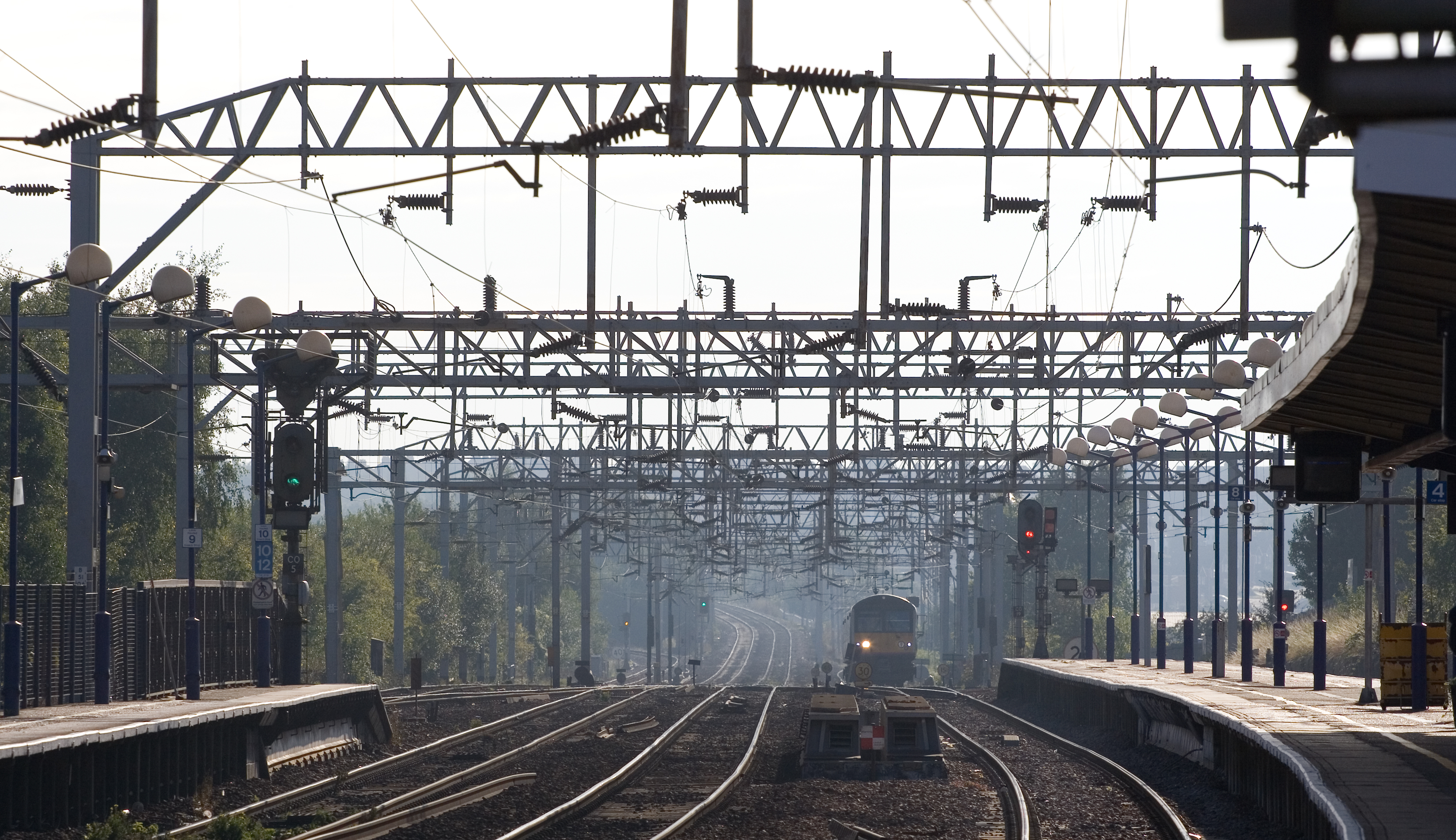
Bahnhof Colchester

Die Konzession Greater Anglia Franchise umfasst die Streckennetze der Anglia Railways, der First Great Eastern, sowie den in West Anglia verlaufenden Teil der WAGN. Der ebenfalls enthaltene, aber separat vermarktete Stansted Express gehört in den Geschäftsbereich der WAGN. Die übrigen WAGN-Linien werden in der ebenfalls neu zugeschnittenen Konzession Greater Western Franchise vergeben.
Vom Londoner Bahnhof Liverpool Street aus wurden folgende Hauptstrecken bedient:
- Liverpool Street – Colchester – Ipswich – Norwich
- Liverpool Street – Cambridge – Ely – Peterborough
- Liverpool Street – Stansted Airport

Ebenfalls von Liverpool Street aus wurden Nahverkehrsleistungen zu folgenden Bahnhöfen erbracht:
- Southend Victoria
- Southminster
- Harwich
- Braintree
- Sudbury
- Hertford

Rund um Ipswich und Norwich wurden ebenfalls Nahverkehrsleistungen, unter anderem zu den Küstenstädten Clacton-on-Sea, Felixstowe, Lowestoft, Great Yarmouth und Cromer, erbracht. Zudem bestanden Querverbindungen von Norwich und Ipswich nach Ely und Cambridge.

## Eigentumsverhältnisse
Gesellschafterin von National Express East Anglia war die Busgesellschaft National Express, die neben der First Group und der Stagecoach Group zu den drei großen Busbetreibern Großbritanniens gehört. Bei der Zuteilung der über sieben Jahre laufenden Konzession wurden das komplette Rollmaterial der bisherigen Konzessionsinhaber sowie ca. 3000 Angestellte übernommen. Fusionsbedingt kam es nur in der mittleren Führungsebene zu Personalreduzierungen.

## Rollmaterial

### Lokomotiven

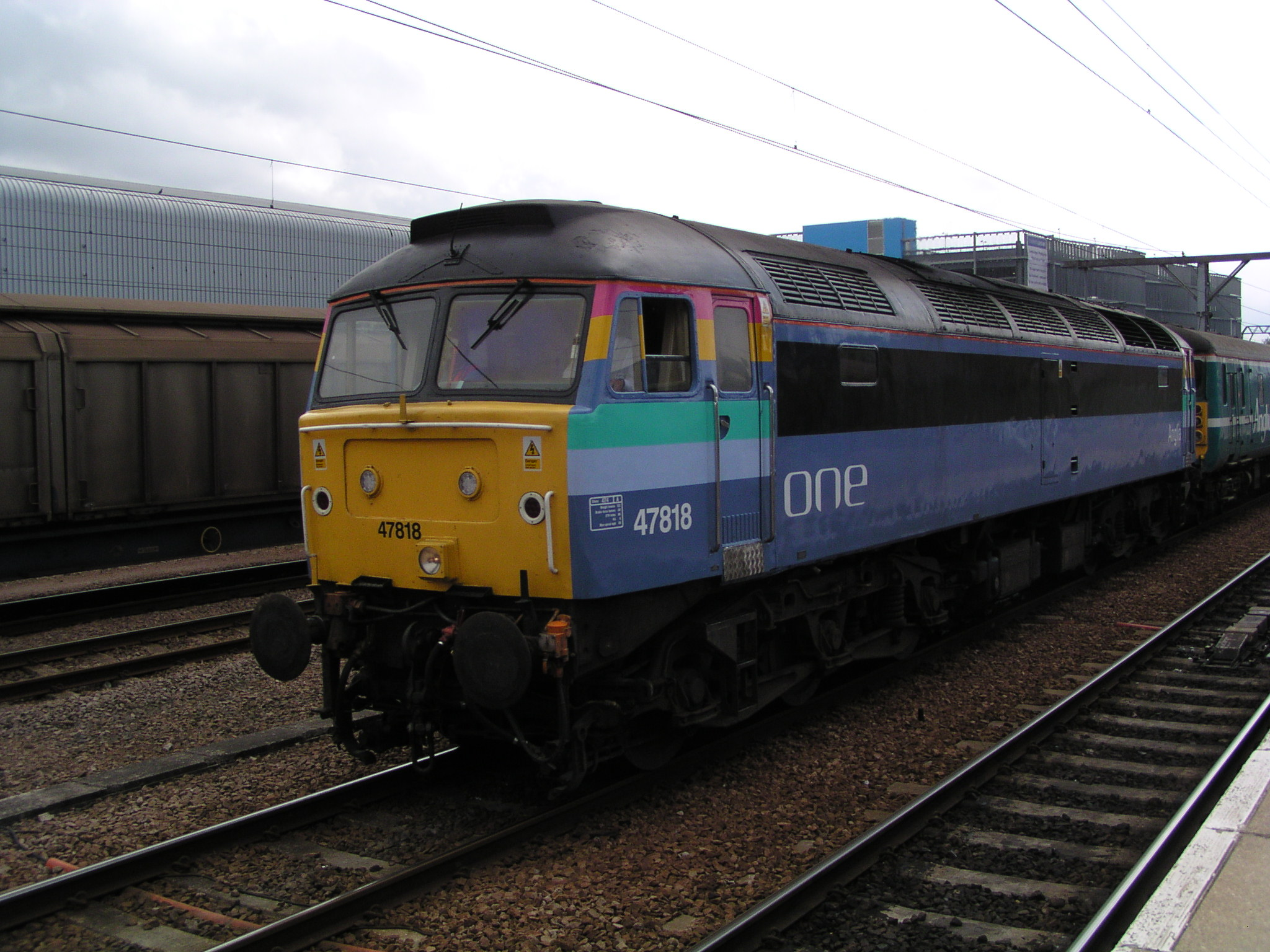
Lokomotive der Baureihe 47 am Bahnhof Cambridge

| Baureihe   | Anzahl | Indienststellung | Leistung (kW) | max. Geschwindigkeit (km/h) | Traktionsart     | Stromsystem  |
| ---------- | ------ | ---------------- | ------------- | --------------------------- | ---------------- | ------------ |
| Class 47/4 | 1      | 1963             | 1550          | 152                         | dieselelektrisch | n.a.         |
| Class 90   | 15     | 1987             | 3730          | 176                         | elektrisch       | 25 kV, 50 Hz |

### Dieseltriebwagen
| Baureihe             | Anzahl | Indienststellung | Leistung (kW) | max. Geschwindigkeit (km/h) | Traktionsart      | Sitzplätze (1./2. Kl.) |
| -------------------- | ------ | ---------------- | ------------- | --------------------------- | ----------------- | ---------------------- |
| Class 153            | 5      | 1987             | 213           | 120                         | dieselhydraulisch | 0/69                   |
| Class 156            | 9      | 1987             | 420           | 120                         | dieselhydraulisch | 0/150                  |
| Class 170/2 3-teilig | 8      | 1999             | 630           | 160                         | dieselhydraulisch | 29/127                 |
| Class 170/2 2-teilig | 4      | 2002             | 630           | 160                         | dieselhydraulisch | 9/109                  |

### Elektrotriebwagen

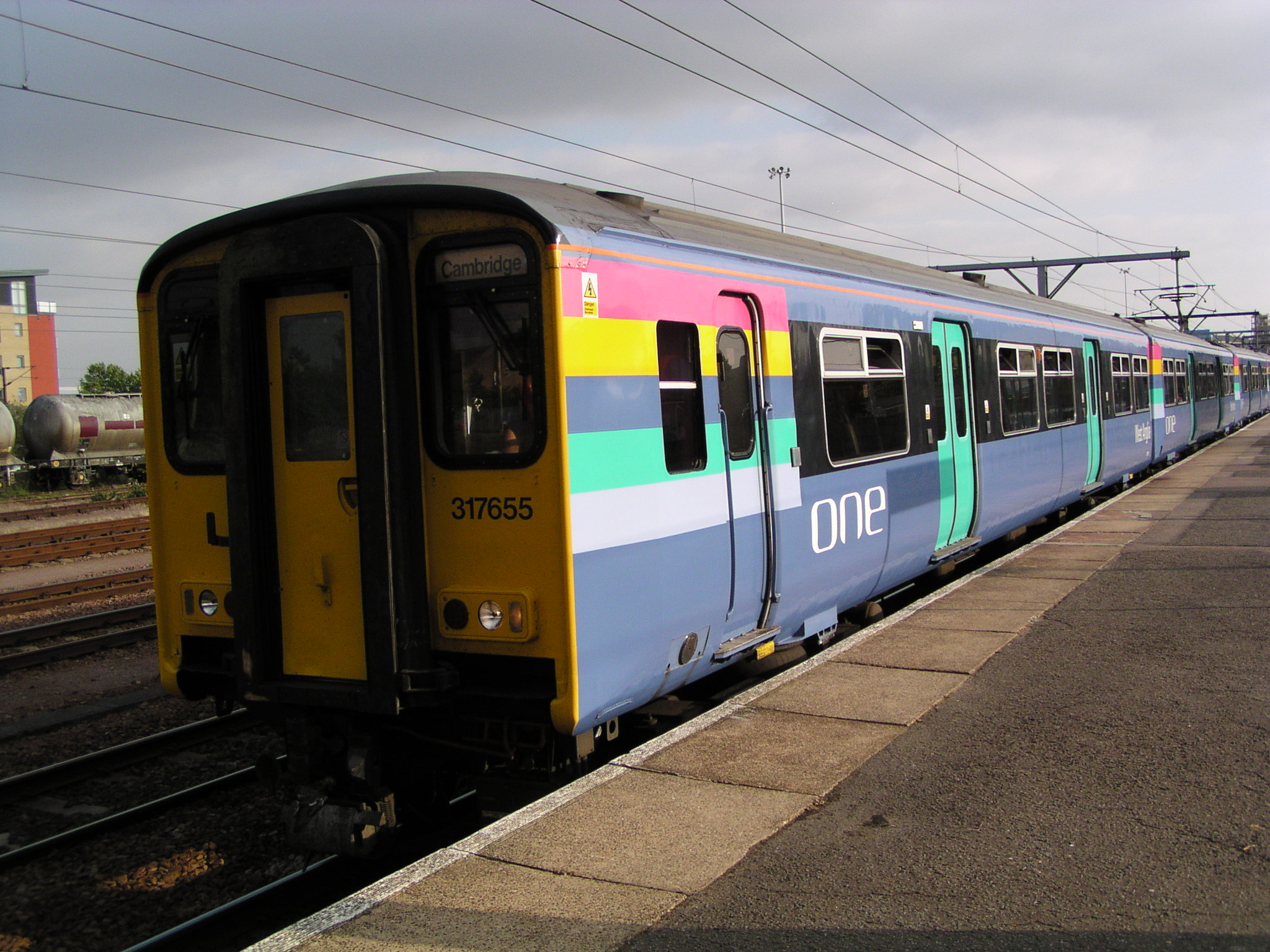
Ein Triebwagen der Baureihe 317/7 am Bahnhof Cambridge

| Baureihe           | Anzahl | Indienststellung | Leistung (kW) | max. Geschwindigkeit (km/h) | Stromsystem  | Sitzplätze (1./2. Kl.) |
| ------------------ | ------ | ---------------- | ------------- | --------------------------- | ------------ | ---------------------- |
| Class 315          | 61     | 1980             | 657           | 120                         | 25 kV, 50 Hz | 0/318                  |
| Class 317/1        | 26     | 1981             | 990           | 160                         | 25 kV, 50 Hz | 22/269                 |
| Class 317/6        | 24     | 1981             | 990           | 160                         | 25 kV, 50 Hz | 22/252                 |
| Class 317/7        | 9      | 1981             | 990           | 160                         | 25 kV, 50 Hz | 22/172                 |
| Class 321/3        | 66     | 1988             | 1072          | 160                         | 25 kV, 50 Hz | 12/287                 |
| Class 321/4        | 11     | 1989             | 1072          | 160                         | 25 kV, 50 Hz | 28/271                 |
| Class 360 (Desiro) | 21     | 2003             | 1080          | 160                         | 25 kV, 50 Hz | 16/265                 |